# Bosnisch-herzegowinischer Fußball-Cup 2001/02
Der bosnisch-herzegowinische Fußballpokal 2001/02 (in der Landessprache Kup Bosne i Hercegovine) wurde zum achten Mal ausgespielt. Sieger wurde der FK Sarajevo, der sich im Finale gegen den alten und neuen Meister FK Željezničar Sarajevo durchsetzte.
Die Runden bis einschließlich Halbfinale wurden in Hin- und Rückspiel ausgetragen. War ein Elfmeterschießen nötig, geschah dies ohne vorherige Verlängerung. Das Finale wurde in einem Spiel entschieden. Der Sieger nahm an der Qualifikationsrunde im UEFA-Pokal 2002/03 teil.

## Teilnehmende Vereine aus den Landesverbänden
| Föderation Bosnien und Herzegowina (21) | Republika Srpska (11) |
| --- | --- |
| - FK Budućnost Banovići - NK Bosna Visoko - NK Iskra Bugojno - NK Brotnjo Čitluk - NK Čelik Zenica - FK Goražde - HNK Grude - NK Široki Brijeg - HNK Orašje - NK Jedinstvo Bihać - HNK Zrinjski Mostar - NK Troglav Livno - NK Posušje - HNK Stolac - FK Sloboda Tuzla - FK Olimpik Sarajevo - FK Sarajevo - HNK Tomislav Tomislavgrad - FK UNIS Vogošća - FK Velež Mostar - FK Željezničar Sarajevo | - BSK Banja Luka - FK Borac Banja Luka - FK Glasinac Sokolac - FK Jedinstvo Brčko - FK Kozara Gradiška - FK Leotar Trebinje - FK Mladost Gacko - FK Radnik Bijeljina - FK Rudar Ugljevik - FK Slavija Sarajevo - FK Sloboda Novi Grad |

## 1. Runde
Die Hinspiele fanden am 28. November 2001 statt, die Rückspiele am 2. Dezember 2001.
|                     | Gesamt          |                           | Hinspiel | Rückspiel |
| ------------------- | --------------- | ------------------------- | -------- | --------- |
| FK Sarajevo         | w. o.           | FK Sloboda Novi Grad      | -:-      | -:-       |
| BSK Banja Luka      | 5:3             | FK Goražde                | 4:1      | 1:2       |
| FK Olimpik Sarajevo | 6:2             | FK Glasinac Sokolac       | 5:0      | 1:2       |
| NK Bosna Visoko     | 4:3             | FK Rudar Ugljevik         | 3:1      | 1:2       |
| FK Sloboda Tuzla    | 1:2             | FK Leotar Trebinje        | 1:0      | 0:2       |
| NK Iskra Bugojno    | 2:3             | FK Mladost Gacko          | 2:0      | 0:3       |
| FK Radnik Bijeljina | 4:5             | NK Troglav Livno          | 2:1      | 2:4       |
| NK Brotnjo Čitluk   | 7:6             | FK Borac Banja Luka       | 4:2      | 3:4       |
| FK Kozara Gradiška  | 3:4             | FK Željezničar Sarajevo   | 2:2      | 1:2       |
| FK Jedinstvo Brčko  | 2:6             | NK Posušje                | 1:0      | 1:6       |
| HNK Zrinjski Mostar | 2:3             | FK Slavija Sarajevo       | 2:0      | 0:3       |
| FK Velež Mostar     | 2:5             | NK Čelik Zenica           | 2:1      | 0:4       |
| HNK Stolac          | 3:5             | HNK Grude                 | 2:3      | 1:2       |
| FK UNIS Vogošća     | 3:5             | FK Budućnost Banovići     | 2:2      | 1:3       |
| NK Široki Brijeg    | 3:2             | HNK Tomislav Tomislavgrad | 3:1      | 0:1       |
| HNK Orašje          | 1:1 (5:4 i. E.) | NK Jedinstvo Bihać        | 1:0      | 0:1       |

## Achtelfinale
Die Hinspiele fanden am 24. Februar 2002 statt, die Rückspiele am 27. Februar 2002.
|                       | Gesamt          |                         | Hinspiel | Rückspiel |
| --------------------- | --------------- | ----------------------- | -------- | --------- |
| FK Sarajevo           | 9:0             | FK Olimpik Sarajevo     | 6:0      | 3:0       |
| HNK Orašje            | 2:4             | NK Bosna Visoko         | 2:1      | 0:3       |
| FK Budućnost Banovići | 2:5             | FK Leotar Trebinje      | 2:2      | 0:3       |
| FK Mladost Gacko      | (a)3:3(a)       | NK Široki Brijeg        | 2:0      | 1:3       |
| FK Slavija Sarajevo   | 3:5             | FK Željezničar Sarajevo | 1:2      | 2:3       |
| NK Posušje            | 0:1             | HNK Grude               | 0:1      | 0:0       |
| NK Čelik Zenica       | 2:0             | BSK Banja Luka          | 2:0      | 0:0       |
| NK Brotnjo Čitluk     | 2:2 (6:5 i. E.) | FK Olimpik Sarajevo     | 1:1      | 1:1       |

## Viertelfinale
Die Hinspiele fanden am 13. März 2002 statt, die Rückspiele am 20. März 2002.
|                    | Gesamt    |                         | Hinspiel | Rückspiel |
| ------------------ | --------- | ----------------------- | -------- | --------- |
| FK Sarajevo        | 4:0       | NK Brotnjo Čitluk       | 4:0      | 0:0       |
| FK Mladost Gacko   | (a)2:2(a) | FK Željezničar Sarajevo | 2:1      | 0:1       |
| NK Čelik Zenica    | 4:2       | NK Bosna Visoko         | 3:1      | 1:1       |
| FK Leotar Trebinje | 5:0       | HNK Grude               | 5:0      | 0:0       |

## Halbfinale
Die Hinspiele fanden am 10. April 2002 statt, die Rückspiele am 30. April 2002.
|                    | Gesamt |                         | Hinspiel | Rückspiel |
| ------------------ | ------ | ----------------------- | -------- | --------- |
| FK Sarajevo        | 1:0    | NK Čelik Zenica         | 1:0      | 0:0       |
| FK Leotar Trebinje | 1:4    | FK Željezničar Sarajevo | 1:3      | 0:2       |

## Finale
| Paarung                 | FK Sarajevo – FK Željezničar Sarajevo |
| Ergebnis                | 2:1 (1:0) |
| Datum                   | 29. Mai 2002 |
| Stadion                 | Stadion Koševo, Sarajevo |
| Zuschauer               | 20.000 |
| Schiedsrichter          | Sead Kulović |
| Tore                    | 1:0 Muhidin Zukić (10.) 1:1 Almir Gredić (90.) 2:1 Adnan Osmanhodžić (90.+4′) |
| FK Sarajevo             | Mirsad Dedić – Almir Janoš, Damir Mirvić, Mirza Varešanović, Muhidin Zukić – Mirzet Krupinac, Mirza Mešić (81. Edin Dudo) – Emir Obuća (90.+5′ Muhamed Alaim), Albin Pelak, Adnan Osmanhodžić – Edin Šaranovi Cheftrainer: Fuad Muzurović                 |
| FK Željezničar Sarajevo | Miroslav Kružik – Bulend Biščević, Admir Adžem (86. Nihad Alić), Edis Mulalić, Haris Alihodžić – Sanel Jahić, Sergej Tica – Almir Gredić, Senad Žerić (68. Arsim Prepolli), Ivica Huljev – Sahmir Garević (55. Adin Mulaosmanović) Cheftrainer: Amar Osim |
| Gelbe Karten            | Mirza Varešanović, Mirza Mešić, Edin Dudo – Bulend Biščević, Admir Adžem, Haris Alihodžić, Ivica Huljev, Arsim Prepolli |
| Platzverweise           | Mirsad Dedić – keine |